# Litoria americana
Espèce
"Litoria" americana est une espèce d'amphibiens de la famille des Hylidae de Louisiane dont la position taxonomique est incertaine (Incertae sedis).

## Étymologie
Son nom d'espèce lui a été donné en référence à son lieu de découverte, l'Amérique.

## Publication originale
- Duméril & Bibron, 1841 : Erpétologie générale ou Histoire naturelle complète des reptiles, vol. 8, p. 1-792 (texte intégral).